# ラオス中国鉄道
ラオス中国鉄道（）（ラーオ語: ທາງລົດໄຟລາວ-ຈີນ、中国語: 老中铁路有限公司、英語: Laos-China Railway Co., Ltd. (LCR)）は、ラオスの鉄道事業者である。中国ラオス鉄道（中国語: 中老铁路）ともいう。
中国の雲南省昆明市からラオスのヴィエンチャンを結ぶ昆明・シンガポール鉄道である昆玉線、玉磨線、ボーテン・ヴィエンチャン線（後述）をあわせて、「中国ラオス鉄道」または「ラオス中国鉄道」と呼ぶこともある。
中国が提唱する「一帯一路」構想、昆明・シンガポール鉄道の事業の一つである。

## 路線概要
ボーテン・ヴィエンチャン線 （中国語: 中老铁路老挝段／中老铁路磨万段、英語: Boten–Vientiane railway）は2021年12月2日に完成し、翌3日に開通、4日から一般開放される。総距離422.4 km。最高速度160 km/h（旅客列車）、120 km/h（貨物列車）で運行されている。昆明南駅に至る国際旅客列車を運行しているほか、ヴィエンチャンと中国各地を結ぶ貨物列車も運行されている。
- 建設総額：374.3億元[9]
- 工期：2016-2021年（5年間60ヶ月）
- 設計時速：時速120 km/h（貨物）、160 km/h（旅客）、平地では200 km/h
- 駅：33駅（うち信号場21駅、旅客駅11駅、貨物駅1）、うち5大駅（ナトゥイ、ウドムサイ、ルアンパバン、ヴァンヴィエン、ヴィエンチャン）。21駅を当初は開業させる計画。
- 橋梁・トンネル：橋167箇所　61.8 km(16.36%)、　トンネル　75箇所　197.83 km（47.74%）（カシー郡で12,625 mのトンネルが最長）[10]
- 可能性調査は中鉄ニ院が実施したとされるが公表されていない[11]。

## 建設

### 建設までの歩み
2010年10月に全長530 kmにおよぶ標準軌路線の計画に着手。雲南省シーサンパンナ・タイ族自治州から南はタイのバンコクまでの計画で、2011年着工、2014年完成の予定であったが、中華人民共和国鉄道部の汚職事件が原因で2011年4月に計画を無期限延期とする事になった。2012年10月になってラオス中国両国政府がヴィエンチャンから中国国境までの鉄道路線建設計画に合意、建設費は70億米ドルで北京当局の企業が建設するもので、起工式が同年11月に挙行され2017年の竣工を予定していた。2012年12月にラオス政府が銀行からの融資完了を発表、2013年着工、2018年完成とした。また南方への延伸計画もバンコクからさらにミャンマーのダウェイまでとなった。

### 歴史
- 2016年
  - 12月25日 - ラオスのルアンパバーン郡で着工した[19]。
- 2017年
  - 3月28日 - 駐ルアンパバーン総領事黎宝光が中国水電建設集団国際工程公司が、建設中の第4区間を訪問した。同社の報告では2016年12月から建設が開始されているが、建設場所が分散し、アクセス条件が悪く、またトンネルなど高度な建設が多いと説明。宿舎、接続道路、電気、鉄筋加工工場など関連工事を進めているという。プーヤー村1号トンネルとダーロン1号トンネル4月から建設を開始すると説明した[20]。
  - 5月11日 - 在ラオス中国大使館経済商務参事官王其輝は新華社のインタビューに答え374.3億人民元で建設中の中国ラオス鉄道ではトンネルは30箇所、道路66箇所を建設中と説明した[9]。
  - 5月24日 - ラタマニー・クンニヴォング公共事業運輸省副大臣は中国ラオス鉄道はラオスの社会経済開発と一帯一路開始に重要とする論文をこの日のパテートラオ紙に発表した。ここでは、建設相距離を414.332 km、橋梁は167ヶ所で61.81 km(16.36%)、ルアンパバンのメコン橋梁は2ヶ所。トンネルは75ヶ所で197.83 km（47.74%）。最長のトンネルは12,625 m。現在トンネルは51ヶ所で建設を開始と言及した[10]。
  - 7月19日 - ラオス中国鉄道建設プロジェクト指導委員会会議が開催され、ブンチャン公共事業運輸省大臣・委員長、4県の副知事と都副知事らが出席した。ラタマニー公共事業運輸省副大臣・プロジェクト管理委員長は、これまでに作業場は建設請負会社が88ヶ所、コンサルタント会社が12ヶ所を設置。接続道路は657.9 km、橋2,342 mを建設したと説明。その他にも送電線360.2 km、変圧器172個、トンネル49ヶ所を建設し2017年の計画比で31.35%の進捗と報告。住民補償については補償費算出ユニットによる価格調査を実施している。市場価格での保証を行うために現場での調査を実施。242品目の価格リストを作成したと説明している[21]。
- 2020年
  - 11月19日 - ヴィエンチャン駅の本体工事完了式が行われた。同駅ではこれに続き、２次構造物と内装設備の施工が行われる[22]。
- 2021年
  - 5月15日 - 中国ラオス鉄道の通信用鉄塔67基全ての建設が完了[23]。
  - 7月23日 - フォンホン駅完成、全線で10駅ある旅客駅のうち最も早い完成だった。残りの駅舎工事も最終段階に入っている[24]。
  - 10月12日 - 昆明-ヴィエンチャン南駅間全線のレール敷設が完了した[25]。
  - 10月16日 - 中国中車で製作された中国高速鉄道CR200J型電車１編成（列車名ランサン号）がヴィエンチャン駅まで牽引回送され納入された[26]。
  - 12月2日 - 完成。ラオスの首都ヴィエンチャンでは記念式典が開かれた[8]。
  - 12月3日 - 開業（1日2往復）
- 2022年
  - 2月25日 - ヴィエンチャン市内のヴィエンチャン・センターに、切符売り場を開設する[27]。
  - 3月 - ルアンパバーン市内に切符売り場を開設する[28]
  - 4月13日 - ヴィエンチャン・ボーテン間において旅客普通列車（K11/12次列車（中国語版））の運行が開始される[29]。
  - 6月1日 - ナモール駅開業[30]
- 2023年
  - 3月15日 - ラオス国内区間に限り、スマートフォンのアプリで予約が可能となる[31]。
  - 4月13日 - ヴィエンチャン駅と昆明南駅を結ぶ国際旅客列車（D87/88次列車（中国語版））が運行開始[32]
- 2024年
  - 4月13日、ルアンパバーン駅とシーサンパンナ駅間を結ぶ国際列車（D85/86次列車（中国語版））運行開始。

## 駅一覧
| 駅名               | 駅名               | 駅名         | 駅名            | 接続路線・備考                               | 所在地           |
| 日本語             | ラーオ語           | 簡体字中国語 | 英語            | 接続路線・備考                               | 所在地           |
| ------------------ | ------------------ | ------------ | --------------- | -------------------------------------------- | ---------------- |
| ボーテン駅         | ສະຖານີ ບໍ່ເຕັນ         | 磨丁站       | Bo Ten          | 旅客駅 中国国鉄 玉磨線                       | ルアンナムター県 |
| ナトゥイ駅         | ສະຖານີ ນາເຕີຍ        | 纳堆站       | Na Teuy         | 主要旅客駅                                   | ルアンナムター県 |
| ナモール駅         | ສະຖານີ ນາໝໍ້          | 纳磨站       | Na Moh          | 旅客駅                                       | ウドムサイ県     |
| ナトン駅           | ສະຖານີ ນາທອງ        | 纳通站       | Na Thong        | 貨物駅                                       | ウドムサイ県     |
| ムアンサイ駅       | ສະຖານີ ເມືອງໄຊ       | 孟赛站       | Muang Xai       | 主要旅客駅                                   | ウドムサイ県     |
| ナコック駅         | ສະຖານີ ນາກອກ        | 纳科站       | Na Khok         | 貨物駅                                       | ウドムサイ県     |
| ムアンガ駅         | ສະຖານີ ເມືອງງາ       | 孟阿站       | Muang Nga       | 旅客駅                                       | ウドムサイ県     |
| フアイハン駅       | ສະຖານີ ຫ້ວຍຫານ       | 慧汉站       | Huoay Han       | 貨物駅                                       | ウドムサイ県     |
| ルアンパバーン駅   | ສະຖານີ ຫຼວງພະບາງ     | 琅勃拉邦站   | Luang Parbang   | 主要旅客駅                                   | ルアンパバーン県 |
| シェングン駅       | ສະຖານີ ຊຽງເງີນ       | 香恩站       | Xiang Ngeun     | 貨物駅                                       | ルアンパバーン県 |
| ポウクン駅         | ສະຖານີ ພູຄູນ          | 普昆站       | Phou Koun       | 貨物駅                                       | ルアンパバーン県 |
| カシ駅             | ສະຖານີ ກາສີ          | 嘎西站       | Kasi            | 旅客駅                                       | ヴィエンチャン県 |
| パデーン駅         | ສະຖານີ ພາຕັ້ງ         | 帕当站       | Pha Daeng       | 貨物駅                                       | ヴィエンチャン県 |
| ヴァンヴィエン駅   | ສະຖານີ ວັງວຽງ        | 万荣站       | Vang Vieng      | 主要旅客駅                                   | ヴィエンチャン県 |
| バンキ駅           | ສະຖານີ ວັງຂີ          | 万基站       | Vang Khi        | 貨物駅                                       | ヴィエンチャン県 |
| ポンホン駅         | ສະຖານີ ໂພນໂຮງ       | 蓬洪站       | Phon Hong       | 旅客駅                                       | ヴィエンチャン県 |
| ポンソン駅         | ສະຖານີ ໂພນສຸງ        | 蓬宋站       | Phon Soung      | 貨物駅                                       | ヴィエンチャン県 |
| ヴィエンチャン北駅 | ສະຖານີ ວຽງຈັນເໜືອ     | 万象北站     | Vientiane North | 貨物駅                                       | ヴィエンチャン都 |
| ヴィエンチャン駅   | ສະຖານີນະຄອນຫຼວງວຽງຈັນ | 万象站       | Vientiane       | 主要旅客駅                                   | ヴィエンチャン都 |
| ヴィエンチャン南駅 | ສະຖານີ ວຽງຈັນໃຕ້      | 万象南站     | Vientiane South | 貨物駅 タイ国鉄東北本線 ターナレーン駅に近接 | ヴィエンチャン都 |

## 運行

### 旅客列車
- 瀾滄号 (Lansan)[注釈 1]
  - ヴィエンチャン 〜 昆明南間 : 1往復
  - ルアンパバーン 〜 シーサンパンナ間 : 1往復
  - ヴィエンチャン 〜 ボーテン間 : 1往復
  - ヴィエンチャン 〜 ルアンパバーン間 : 3往復
- 普通列車
  - ヴィエンチャン 〜 ボーテン間 : 1往復

2023年4月現在

### 車両
- CR200J型電車（瀾滄号）: 9両 × 3編成[34]
- 25G型客車（中国語版） : 15両（2等車14両、1等寝台1両）
- HXD3C型電気機関車 : 17両[35]

## 問題点
ラオス国内の区間の整備は、およそ59億ドルの建設費用のうちラオスが3割を負担した。また、ラオスの対中債務はGDPの64.8%まで膨れ上がっており、返済能力が疑問視されている。